# Tony Ward
Pour les articles homonymes, voir Tony Ward (homonymie) et Ward.
Pas d'image ? Cliquez ici

a Compétitions nationales et continentales officielles uniquement.

b Matchs officiels uniquement.
Anthony Joseph Patrick Ward, plus connu comme Tony Ward, né le 8 octobre 1954 à Dublin en Irlande, est un sportif irlandais. Il a la particularité d'avoir joué à la fois au rugby à XV et au football. C'est en rugby que Ward a connu ses meilleurs résultats en étant sélectionné en équipe d'Irlande de 1978 à 1987. Il joue alors au poste de demi d'ouverture. En football il a remporté la Coupe d'Irlande de football avec le Limerick FC et a disputé la Coupe UEFA.

## Rugby à XV
Il a eu sa première cape internationale le 21 janvier 1978, à l’occasion d’un match contre l'Écosse. 
Ses exploits avec l'équipe d'Irlande étaient légendaires, comme son duel avec Ollie Campbell pour le poste de No.10. 
En 1978 il marque deux drop goals et une transformation pour le Munster appartenant ainsi à la première équipe à battre les All-Blacks en Irlande : 12-0. 
En 1980 en Afrique du Sud Tony Ward a joué son seul test match pour les Lions britanniques; il inscrit un record de 18 points (5 pénalités et un drop goal), record pour tout adversaire des Boks.
Il obtint un total de 19 capes internationales sous le maillot vert, inscrivant 113 points.

## Palmarès

### Rugby à XV
- 19 sélections avec l'équipe d'Irlande
- Sélections par année : 5 en 1978, 4 en 1979, 4 en 1981, 1 en 1983, 2 en 1984, 1 en 1986, 2 en 1987.
- Tournois des Cinq Nations disputés : 1978, 1979, 1981, 1983, 1984, 1986, 1987.
- 1 sélection avec les Lions britanniques